# Mohamed Sissoko
Mohamed Sissoko, född 22 januari 1985 i Mont-Saint-Aignan, Frankrike, är en fransk-malisk före detta fotbollsspelare. Hans föräldrar kommer från Mali och han valde att spela för Malis fotbollslandslag. 
Momo spelade främst defensiv mittfältare. Han fick en ögonskada vilket ledde till en operation. Sissoko har nu ögonsjukdomen starr.

## Karriär
Sissoko spelade först i AJ Auxerre innan han flyttade till Valencia CF. Han spelade där i två år och var med i Malis lag i OS. 2005 flyttade han till Liverpool FC där han tillbringade två och ett halvt år innan han i januari 2008 såldes till Juventus i italienska serie A. Inför säsongen 2011/2012 flyttade han till Paris Saint-Germain.
I januari 2020 avslutade Sissoko sin fotbollskarriär.

## Meriter

### Klubblag
Valencia
- La Liga: 2003/2004
- Uefacupen: 2003/2004
- Uefa Super Cup: 2004

Liverpool
- FA-cupen: 2005/2006
- FA Community Shield: 2006
- Uefa Super Cup: 2005

Paris Saint-Germain
- Ligue 1: 2012/2013